# Hechelkotten
Hechelkotten ist ein Wohnplatz in der Gemeinde Kürten im Rheinisch-Bergischen Kreis.

## Lage und Beschreibung
Der Ort liegt an der Olpener Straße zwischen Offermannsberg und Kürten.

## Geschichte
Die Topographia Ducatus Montani des Erich Philipp Ploennies aus dem Jahre 1715, Blatt Amt Steinbach, belegt, dass der Ort bereits 1715 als Hof bestand und als Heggelkotten bezeichnet wurde. Carl Friedrich von Wiebeking benennt die Hofschaft auf seiner Charte des Herzogthums Berg 1789 als Hekenkotten. Aus ihr geht hervor, dass Hechelkotten zu dieser Zeit Teil der Honschaft Breibach im Kirchspiel Kürten im Landgericht Kürten war.
Unter der französischen Verwaltung zwischen 1806 und 1813 wurde das Amt Steinbach aufgelöst und Hechelkotten wurde politisch der Mairie Kürten im Kanton Wipperfürth  im Arrondissement Elberfeld zugeordnet.  1816 wandelten die Preußen die Mairie zur Bürgermeisterei Kürten im Kreis Wipperfürth.
Hechelkotten gehörte zu dieser Zeit zur Gemeinde Kürten.
Der Ort ist auf der Topographischen Aufnahme der Rheinlande von 1824 als Hechelkotten und auf der Preußischen Uraufnahme von 1840 als Hellkotten verzeichnet.
Ab der Preußischen Neuaufnahme von 1892 ist er auf Messtischblättern regelmäßig als Hechelkotten verzeichnet.
1822 lebten 22 Menschen im als Hof kategorisierten und Hechelkotten bezeichneten Ort.
1830 hatte der Ort 24 Einwohner.
Der 1845 laut der Uebersicht des Regierungs-Bezirks Cöln als Hof kategorisierte Ort besaß zu dieser Zeit zwei Wohnhäuser. Zu dieser Zeit lebten 22 Einwohner im Hechelkotten genannten Ort, davon alle katholischen Bekenntnisses.
Die Gemeinde- und Gutbezirksstatistik der Rheinprovinz führt Hechelkotten 1871 mit drei Wohnhäusern und 13 Einwohnern auf.
Im Gemeindelexikon für die Provinz Rheinland von 1888 werden drei Wohnhäuser mit 15 Einwohnern angegeben.
1895 hatte der Ort drei Wohnhäuser und 14 Einwohner.
1905 besaß der Ort zwei Wohnhäuser und 14 Einwohner.
1927 wurden die Bürgermeisterei Kürten in das Amt Kürten überführt. In der Weimarer Republik wurden 1929 die Ämter Kürten mit den Gemeinden Kürten und Bechen und Olpe mit den Gemeinden Olpe und Wipperfeld zum Amt Kürten zusammengelegt. Der Kreis Wipperfürth ging am 1. Oktober 1932 in den Rheinisch-Bergischen Kreis mit Sitz in Bergisch Gladbach auf.
1975 entstand aufgrund des Köln-Gesetzes die heutige Gemeinde Kürten, zu der neben den Ämtern Kürten, Bechen und Olpe ein Teilgebiet der Stadt Bensberg mit Dürscheid und den umliegenden Gebieten kam.